# Simple Twist of Fate
Simple Twist of Fate – piosenka skomponowana przez Boba Dylana, nagrana przez niego we wrześniu 1974 r., wydana na albumie Blood on the Tracks w styczniu 1975 r.

## Historia i charakter utworu
Piosenka ta została nagrana na czwartej sesji do albumu Blood on the Tracks 19 września 1974 r. w Columbia A & R Studios w Nowym Jorku. Została ona także wydana na koncertowych albumach Bob Dylan at Budokan i The Bootleg Series Vol. 5: Bob Dylan Live 1975, The Rolling Thunder Revue oraz 3-dyskowej składance Dylan.
Piosenka ta, zapewne najsmutniejsza na albumie, jest także najbardziej minimalistycznym nagraniem płyty. Piosenka ostatecznie została nagrana w duecie z gitarzystą basowym Tonym Brownem.
Po raz pierwszy Dylan nagrał ten utwór na pierwszej sesji 16 września z towarzyszeniem całego zespołu. Niezadowolony z rezultatu i pragnąc uczynić utwór bardziej intymnym i osobistym, powtórnie nagrał tę kompozycję na sesji czwartej 19 września. Ta wersja została wydana na próbnym tłoczeniu albumu dokonanym prawdopodobnie 25 września i na ostatecznym wydaniu płyty.
Jak właściwie wszystkie piosenki albumu, tak i ta poświęcona jest rozpadzie miłosnego związku. Dylan-narrator wykazuje co prawda skruchę w końcowej części utworu, jednak równocześnie odwołuje się do działania losu czy też przeznaczenia. Los – tak jak zetknął kochanków – tak teraz ich rozdziela. Jest to ostatecznie samooszukiwanie się i uciekanie od odpowiedzialności.
Nastrój utworu jest podkreślany schodzącą progresją akordów i dźwiękami gitary basowej.
Dylan publicznie po raz pierwszy wykonał tę piosenkę 10 września 1975 r. w programie publicznej telewizji PBS „The World of John Hammond”. Było to tuż przed rozpoczęciem Rolling Thunder Revue. Dylan wykonywał później tę kompozycję właściwie każdego roku. Szczególnie interesujące wersje pochodzą z koncertów w 1981 r., a zapewne najmniej ciekawe z 1978 r. Wykonywał wtedy piosenkę tak szybko, że straciła ona swój specyficzny nastrój oraz szybkie tempo zmusiło Dylana do opuszczania niektórych słów.

## Muzycy
Sesja 4
- Bob Dylan – gitara, harmonijka, śpiew
- Tony Brown – gitara basowa

## Dyskografia
Albumy
- Blood on the Tracks - próbne tłoczenie albumu z 25 września; tu znalazła się 3 wersja nagrana na sesji czwartej 19 września (ta sama wersja znalazła się na ostatecznie wydanym albumie)
- Bob Dylan at Budokan (1979)
- Biograph (1985) - wersja nagrana 30 grudnia 1974 na sesji siódmej
- The Bootleg Series Vol. 5: Bob Dylan Live 1975, The Rolling Thunder Revue (2002)
- Dylan (2007

## Wykonania piosenki przez innych artystów
- Joan Baez – Diamonds and Rust (1975)
- Jerry Garcia – Jerry Garcia Band (1991)
- Judy Collins – Judy Sings Dylan... Just Like a Woman (1993)
- Concrete Blonde – Still in Hollywood (1994)
- Steve Gibbons – The Dylan Project (1998)
- Jimmy LaFave – Trail (1999)
- Gerard Quintana and Jordi Batiste – Els Miralls de Dylan (1999)
- Andy Hill – It Takes a Lot to Laugh (2000)
- Rich Lerner and the Groove – Cover Down (2000)
- The Robins – The Robins Sing Dylan (2000)
- Gerry Murphy – Gerry Murphy Sings Bob Dylan (2001)
- Mary Lee's Corvette – Blood on the Tracks (2002)